# Associazione Sportiva Biellese 1945-1946
Questa voce raccoglie le informazioni riguardanti l'Associazione Sportiva Biellese nelle competizioni ufficiali della stagione 1945-1946.

## Rosa
| N. |                   | Ruolo | Calciatore        |
| -- | ----------------- | ----- | ----------------- |
|    | Italia (bandiera) | C     | Romildo Boscono   |
|    | Italia (bandiera) | C     | Aldo Cadario      |
|    | Italia (bandiera) | A     | Giovanni Chendi   |
|    | Italia (bandiera) | P     | Ernesto Corno     |
|    | Italia (bandiera) | A     | Giovanni Costa    |
|    | Italia (bandiera) | A     | Giovanni Costanzo |
|    | Italia (bandiera) | A     | Alberto De Negri  |
|    | Italia (bandiera) | C     | Mario Foglia      |
|    | Italia (bandiera) | D     | Zeffiro Furiassi  |

| N. |                   | Ruolo | Calciatore           |
| -- | ----------------- | ----- | -------------------- |
|    | Italia (bandiera) | P     | Bruno Vaifro Leni    |
|    | Italia (bandiera) | A     | Ermes Muccinelli     |
|    | Italia (bandiera) | D     | Carlo Pischianz      |
|    | Italia (bandiera) | A     | Massimiliano Prelati |
|    | Italia (bandiera) | C     | Luciano Robotti      |
|    | Italia (bandiera) | C     | Carlo Scarpato       |
|    | Italia (bandiera) | C     | Giuseppe Vannucci    |
|    | Italia (bandiera) | C     | Silverio Zauli       |

## Statistiche

### Statistiche dei giocatori
| Giocatore      | Serie B-C Alta Italia | Serie B-C Alta Italia | Totale   | Totale |
| Giocatore      | Presenze              | Reti                  | Presenze | Reti   |
| -------------- | --------------------- | --------------------- | -------- | ------ |
| R. Boscono     | 0                     | 0                     | 0        | 0      |
| A. Cadario     | 11                    | 0                     | 11       | 0      |
| G. Chendi      | 5                     | 1                     | 5        | 1      |
| E. Corno       | 13                    | -?                    | 13       | -?     |
| G. Costa       | 21                    | 6                     | 21       | 6      |
| G. Costanzo    | 19                    | 13                    | 19       | 13     |
| A. De Negri    | 1                     | 1                     | 1        | 1      |
| M. Foglia      | 19                    | 0                     | 19       | 0      |
| Z. Furiassi    | 18                    | 0                     | 18       | 0      |
| B. Vaifro Leni | 0                     | 0                     | 0        | 0      |
| E. Muccinelli  | 17                    | 5                     | 17       | 5      |
| C. Pischianz   | 22                    | 0                     | 22       | 0      |
| M. Prelati     | 13                    | 0                     | 13       | 0      |
| L. Robotti     | 16                    | 0                     | 16       | 0      |
| C. Scarpato    | 18                    | 1                     | 18       | 1      |
| V. Soldani     | 6                     | 0                     | 6        | 0      |
| O. Ussello     | 0                     | 0                     | 0        | 0      |
| L. Vaccari     | 9                     | -?                    | 9        | -?     |
| G. Vannucci    | 21                    | 0                     | 21       | 0      |
| S. Zauli       | 13                    | 0                     | 13       | 0      |